# Reserva índia Uintah i Ouray
La reserva índia Uintah i Ouray es troba al nord-est de Utah, als Estats Units. És la llar de tribu ute septentrional, i la més gran de les tres reserves índies habitades per membres de la nació ameríndia dels ute. Ocupa part de set comtats; en ordre descendent per terra ocupada són: Uintah, Duchesne, Wasatch, Grand, Carbon, Utah i Emery. L'àrea total és de 17.532,078 km² i la població és de 19.182 persones vivint al territori segons el cens del 2000. És la segona reserva índia més gran en territori després de la reserva de la Nació Navajo. La seu tribal és a Fort Duchesne, al comtat de Uintah (Utah). La comunitat més gran del territori és la ciutat de Roosevelt, encara que la majoria dels seus habitants no són amerindis.

## Comunitats
- Altamont
- Ballard
- Bluebell
- Bonanza
- Duchesne
- Fort Duchesne
- Myton
- Mountain Home
- Neola
- Randlett
- Roosevelt
- Tabiona
- Whiterocks